# Bračevci
Bračevci est un village de la municipalité de Drenje (Comitat d'Osijek-Baranja) en Croatie. Au recensement de 2011, le village comptait 209 habitants.